# Székely Csaba
Székely Csaba (Marosvásárhely, 1981. július 31. –) erdélyi magyar író, drámaíró, rendező.

## Életút
Középiskolai tanulmányait Aradon végezte. A kolozsvári Babeș–Bolyai Tudományegyetem Bölcsészkarán szerzett diplomát, majd a Marosvásárhelyi Művészeti Egyetem (korábban Marosvásárhelyi Színművészeti Egyetem) drámaíró szakos mesteri hallgatója. A Hét című kulturális hetilap (majd kéthetilap) szerkesztőjeként dolgozott annak megszűnéséig, azután az Erdély FM rádió munkatársa, majd a Marosvásárhelyi Művészeti Egyetem óraadó oktatója volt. 2013-tól szabadfoglalkozású író.
Kortárs írókat parodizáló kötete Írók a ketrecben címmel 2004-ben jelent meg. Novellákat publikált többek közt a Látó, az Alföld és a Jelenkor című irodalmi folyóiratok hasábjain.
2009-től a drámai műfajok felé fordult. Első rádiójátéka, az angol nyelven írt Do You Like Banana, Comrades? a BBC díját nyerte el. Bányavidék című trilógiáját teljes egészében először Csizmadia Tibor állította színpadra, Budapesten.

## Színházi bemutatói
- Bányavirág
  - Dupblat Társulat, 2011 – rendező: Alexandra Felseghi (workshop)
  - Yorick Stúdió és Marosvásárhelyi Nemzeti Színház Tompa Miklós Társulat, Marosvásárhely, 2011 – rendező: Sebestyén Aba
  - Pinceszínház, Budapest, 2012 – rendező: Csizmadia Tibor
  - Nemzeti Színház, Budapest, 2013 – rendező: Sebestyén Aba
  - Pécsi Harmadik Színház, Pécs, 2013 – rendező: Vincze János
  - Komáromi Jókai Színház, Komárom, 2014 – rendező: Keszég László
  - Magyarországi Német Színház (Deutsche Bühne Ungarn), Szekszárd, 2015 – rendező: Florin Gabriel Ionescu (német nyelvű előadás)
  - Szigligeti Színház, Nagyvárad, 2016 – rendező: Hunyadi István
  - Aradi Ioan Slavici Színház, Arad, 2017 – rendező: Ștefan Iordănescu (román nyelvű előadás)
  - "M. Sketán" Mari Nemzeti Színház, Joskar-Ola, Mariföld, 2019 – rendező: Roman Alekszejev (mari nyelvű előadás)[3]
  - Luceafărul Színház, Chișinău, Moldovai Köztársaság, 2020 – rendező: Slava Sambriș (román nyelvű előadás)[4]
  - Román Drámaírók Színháza, Bukarest, 2021 – rendező: Horia Suru (román nyelvű előadás)[5]
- Bányavakság
  - Yorick Stúdió és Marosvásárhelyi Nemzeti Színház Tompa Miklós Társulat, Marosvásárhely, 2012 – rendező: Sebestyén Aba
  - Szkéné Színház, Budapest, 2012 – rendező: Csizmadia Tibor
  - Csiky Gergely Színház Kaposvár, 2014 – rendező: Bérczes László
  - Radu Stanca Színház, Nagyszeben, 2016 – rendező: Bogdan Sărătean (román nyelvű előadás)
  - Andrei Mureșanu Színház, Sepsiszentgyörgy, 2016 – rendező: Cătinca Drăgănescu (román nyelvű előadás)
  - Komáromi Jókai Színház és Kassai Thália Színház, Komárom-Kassa, 2016 – rendező: Czajlik József
  - Szigligeti Színház, Nagyvárad, 2018 – rendező: Hunyadi István
  - Román Drámaírók Színháza, Bukarest, 2021 – rendező: Horia Suru (román nyelvű előadás)[6]
- Bányavíz
  - Szkéné Színház, Budapest, 2013 – rendező: Csizmadia Tibor
  - Act Színház, Bukarest, 2015 – rendező: az alkotócsapat (román nyelvű előadás)
  - Román Drámaírók Színháza, Bukarest, 2021 – rendező: Horia Suru (román nyelvű előadás)[7]
- Alkésztisz – Marosvásárhelyi Nemzeti Színház Tompa Miklós Társulat, Marosvásárhely, 2013 – rendező: Sorin Militaru
- Szeretik a banánt, elvtársak?
  - Yorick Stúdió, Marosvásárhely, 2013 – rendező: Sorin Militaru
  - Hevesi Sándor Színház, Zalaegerszeg, 2015 – rendező Sztarenki Pál
  - Studio Act Színház és 3G Színház, Nagyvárad, 2017 – rendező: Andi Gherghe
- Hogyne, drágám! – Marosvásárhelyi Nemzeti Színház Tompa Miklós Társulat, Marosvásárhely, 2013 – rendező: Sebestyén Aba, zeneszerző: Cári Tibor
- Vitéz Mihály
  - Weöres Sándor Színház, Szombathely, 2015 – rendező: Béres Attila
  - 3G Színház, Marosvásárhely, 2018 – rendező: Andi Gherghe
- A Homokszörny
  - Figura Stúdió Színház, Gyergyószentmiklós, 2015 – rendező: Nagy Botond (az eredeti szöveg átdolgozott verziója)
  - Marin Sorescu Színház, Craiova, 2017 – rendező: Irina Crăiță-Mândră (román nyelvű előadás)
  - Fani Tardini Színház, Galac, 2018 – rendező: Andi Gherghe (román nyelvű előadás)
  - Zenit Teátrum, Budapest, 2025 – rendező: Vas-Zoltán Iván (MU Színház)
- MaRó – Yorick Stúdió, Marosvásárhely, 2015 – rendező: Andi Gherghe
- Kutyaharapás – Vádli Alkalmi Társulás, Nézőművészeti Kft. és Tatabányai Jászai Mari Színház, Budapest-Tatabánya, 2016 – rendező: Szikszai Rémusz
- Öröm és boldogság
  - 3G Színház, Marosvásárhely, 2017 – rendező: Andi Gherghe
  - Spirit Színház, Budapest, 2019 – rendező: Czeizel Gábor
  - Budaörsi Latinovits Színház, 2021 – rendező: Alföldi Róbert
- 10
  - Radu Stanca Színház, Nagyszeben, 2017 – rendező: Radu-Alexandru Nica (román nyelvű előadás)
  - Radnóti Miklós Színház, Budapest, 2018 – rendező: Sebestyén Aba, zeneszerző: Cári Tibor
  - Jászai Mari Színház, Tatabánya, 2021 – rendező: Guelmino Sándor[8]
- Nem kimondottan 1918 (Eredeti cím: Nu chiar 1918) – Andrei Mureșanu Színház, Sepsiszentgyörgy, 2018 – rendező: Cristian Ban (román nyelvű előadás)
- Semmit se bánok
  - Szatmárnémeti Északi Színház, Szatmárnémeti, 2019 – rendező: Lendvai Zoltán
  - Act Színház, Bukarest, 2019 – rendező: Eugen Gyemant (román nyelvű előadás)
  - Teatro Out Off, Milánó, 2019 – rendező: Andrea Piazza (olasz nyelvű előadás)
  - Rózsavölgyi Szalon, Budapest, 2019 – rendező: Sztarenki Pál
  - Fertili Terreni Teatro, Torino, 2019 – rendező: Beppe Rosso (olasz nyelvű előadás)
- Idegenek
  - :P – Patru Piesuțe Politice despre dușmani (Négy politikai gyerekdarab idegenekről) címen: Marosvásárhelyi Nemzeti Színház Liviu Rebreanu Társulat, Marosvásárhely, 2016 – rendező: Sebestyén Aba (román nyelvű előadás)
  - A 0. kilométerkőnél / De la km 0 címen: Szatmárnémeti Északi Színház, Szatmárnémeti, 2020 – rendező: Andi Gherghe (vegyes magyar/román nyelvű előadás)
- Mária országa
  - Szegedi Nemzeti Színház, Szeged, 2022 – rendező: Alföldi Róbert
- Az igazság gyertyái
  - Marosvásárhelyi Nemzeti Színház Tompa Miklós Társulat, Marosvásárhely, 2023 – rendező: Sebestyén Aba
  - Budaörsi Latinovits Színház, 2025 – rendező: Alföldi Róbert
- MI vagyok
  - Pinceszínház, Budapest, 2025 – rendező: Székely Csaba

## Másokkal közösen írt darabok színházi bemutatói
- De ce n-o facem în drum / Why Don't We Do It On The Road
  - Act Színház, Bukarest, 2015 – rendező: Neil LaBute[9] (román nyelvű előadás)
- Zs-kategória (önfeledt zsidózás revüvel)
  - Gólem Színház, Budapest, 2015 – rendező: Borgula András[10]
- Vigyázat, szomszéd!
  - Schauspiehaus Graz, 2016 – rendező: Dömötör András[11] (német nyelvű előadás)
- Identität Europa
  - TAK Theater Liechtenstein – Deutsches Nationaltheater Weimar – Les Théâtres de la Ville de Luxembourg, 2019 – rendező: Kathrin Hilbe és Rafael David Kohn[12] (német nyelvű előadás)
- Dálnoky Réka – Székely Csaba – Elise Wilk: Nem történt semmi
  - Marosvásárhelyi Nemzeti Színház, 2022 – rendező: Sebestyén Aba

## Díjai
- a BBC rádiójáték-pályázata legjobb európai drámájának járó díja – 2009
- Vilmos-díj – Nyílt Fórum, 2011[13][14]
- Szép Ernő-jutalom – 2011[15]
- Látó nívódíj – 2011[16]
- Az Örkény István Színház drámapályázatának első díja – 2012[17]
- Erdélyi Magyar Kortárs Kultúráért Díj – 2013[18]
- A Brit Írószövetség (Society of Authors) Richard Imison-díja(en) – 2013[19]
- A Weöres Sándor Színház drámapályázatának első díja – 2013[20]
- Színikritikusok Díja a legjobb új magyar drámáért
  - Bányavirág – 2012[21]
  - Bányavakság – 2013[22]
  - Vitéz Mihály – 2015[23]
  - 10 – 2019[24]
  - Az igazság gyertyái – 2024
- Szépirodalmi Figyelő-díj – 2017
- A Litera irodalmi portál Magyar ballada pályázatának első díja – 2018
- Kortárs Magyar Dráma-díj
  - 2020[25]
  - 2023
- UNITER-díj – 2024

## Kötetei
- Írók a ketrecben – Parodeo, Erdélyi Híradó–FISZ, Kolozsvár–Budapest, 2004 (FISZ könyvek)
- Bodor Ádám (társszerzőként): Állomás, éjszaka – Tízkezes egy Bodor novellára, szerkesztő: Varga Réka, Koinónia, Kolozsvár, 2011
- Bányavidék (drámatrilógia), Magvető, Budapest, 2013
- Idegenek és más színdarabok, Selinunte, Budapest, 2017 (Kortárs drámaírók)
- Az igazság gyertyái - történelmi színdarabok, Selinunte, Budapest, 2024